# Macrocentrus somaliensis
Macrocentrus somaliensis är en stekelart som först beskrevs av Szepligeti 1914.  Macrocentrus somaliensis ingår i släktet Macrocentrus och familjen bracksteklar. Inga underarter finns listade i Catalogue of Life.